# Tinglev Mose
Tinglev Mose  var oprindeligt en  lavvandet  sø, Tinglev Sø, der ligger sydøst for Tinglev i Aabenraa Kommune.  Mosen  der er  ca. 180  hektar stor  og  kan  naturligt  opdeles  i  tre  områder:  Nørresø, og   Søndersø , der er adskilt af den østgående jernbane og ligger øst for Almstrup Kanal og  omliggende højmoser. Vandstanden i mosen er sænket ved en række afvandinger, fra første verdenskrig  og frem til den seneste  og største  afvanding    i  1966-67,  hvor  der  blev  gravet  store  afvandingskanaler i og omkring mosen. Afvandingerne skete for, at der kunne graves tørv og søkalk i mosen, hvilket er sket indtil 1950'erne.  Mosen afvandes  mod syd via Almstrup Kanal til Sønderå, der er  en del af Vidå-systemet.
Ved  undersøgelsen i 2009 blev  der  registreret  i  alt  64 arter  af  ynglefugle, bl.a. de rødlistede atlingand, krikand og turteldue.

## Naturgenopretning
Fra  1999  til  2004  blev  der  gennemført  et  naturgenopretningsprojekt,  hvor  vandstanden  i  Tinglev  Mose  blev hævet omkring ½ meter, for at skabe  grundlag for udvikling af  levesteder for mange sjældne arter af planter og dyr i mosen.
Samtidig blev der etableret en en 5,0 km lang vandresti  rundt i mosen og opstillet et udsigtstårn.

## Natura 2000 og naturfredning
Mosen er en del af Natura 2000-område nr. 98 Tinglev Sø og Mose, Ulvemose og Terkelsbøl Mose og fuglebeskyttelsesområde nr. 62. Hele Tinglev Mose er  omfattet  af  naturbeskyttelseslovens §3,  og  indeholder beskyttede naturtyper som eng, mose, hede, søer og vandløb.
Tinglev Mose blev fredet i 1966,  i et forsøg på at råde bod på den uheldige vandstandssænkning der var foregået ved afvandingen der blev gennemført samme år.  I   sidste halvdel af 1990’erne var der et  naturgenopretningsprojekt, hvor man bl.a. anlagde en sti hele mosen rundt.
- Almstrup Kanal der blev gravet under 1. verdenskrig
- Udsigt mod vest fra den nye træbro over Almstrup Kanal
- Fugletårnet
- Udsigt mod nord fra fugletårnet
- Dele af den gamle vandresti var anlagt som en hævet plankesti

## Eksterne kilder og henvisninger
1. ↑  Om fredningen på fredninger.dk
2. ↑  Fredningskendelse 13. december 1966

- Natura 2000-planen Arkiveret 6. oktober 2017 hos  Wayback Machine
- Tinglev Sø blev til en afvandet mose med landbrug      dettabteland.dk hentet 6. oktober 2017
- Folder om mosen (Webside ikke længere tilgængelig) udgivet af Aarberaa Kommune
- Plante- og dyrelivet i Tinglev Mose 2009 Arkiveret 7. oktober 2017 hos  Wayback Machine udgivet af Aarberaa Kommune

54°55′34.73″N 9°16′6.28″Ø / 54.9263139°N 9.2684111°Ø